# ناتوانی‌های یادگیری: اصول نظری تشخیص و راهبردهای آموزشی
ناتوانی‌های یادگیری کتابی از اکبر فریار و فریدون رخشان است که در سال ۱۳۶۴ منتشر و در مراسم کتاب سال جمهوری اسلامی ایران به‌عنوان کتاب برگزیده معرفی شد.